# 나이아가라군

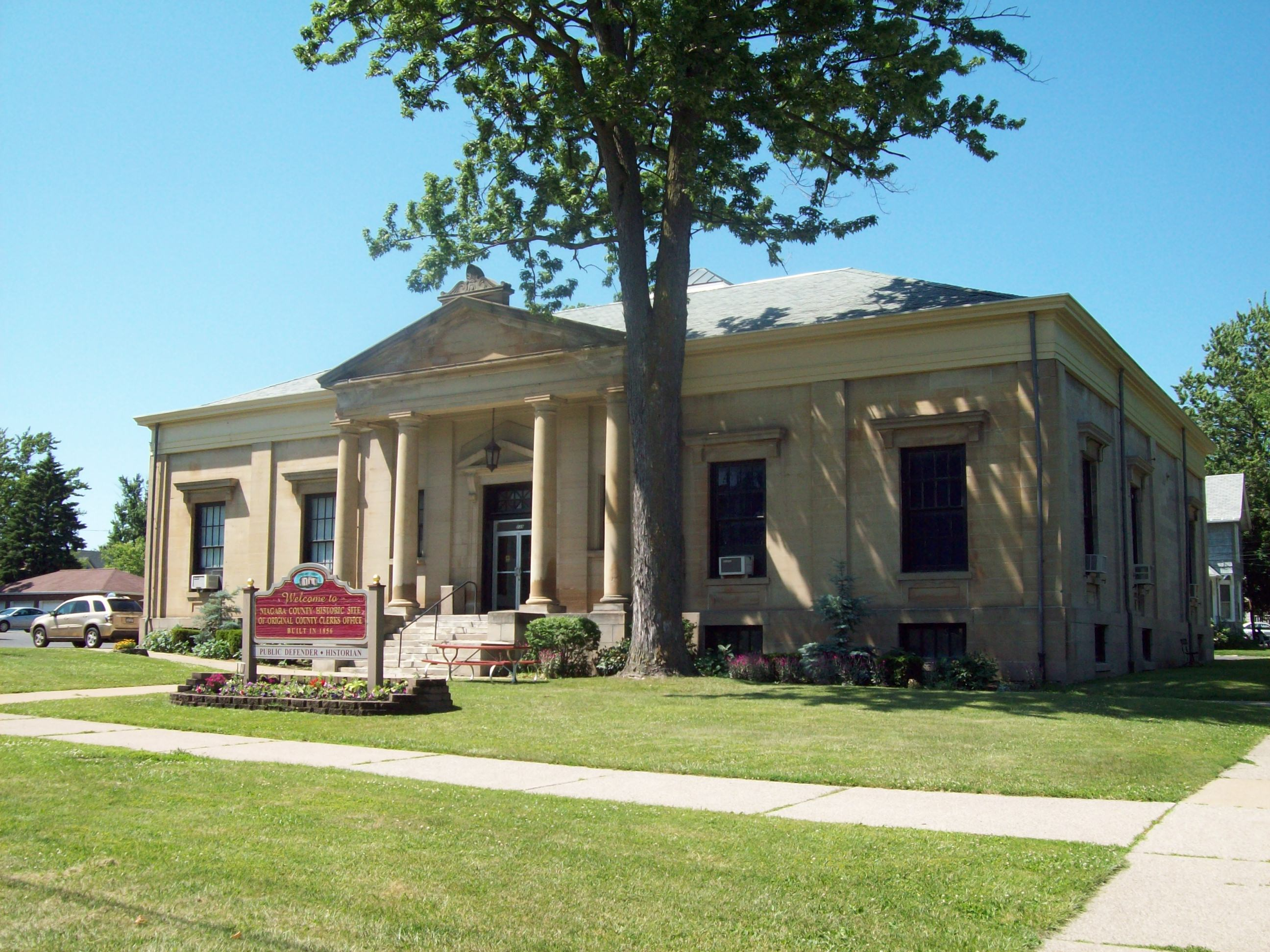
나이아가라군 클럭스 오피스

뉴욕주 내에서의 위치

뉴욕주의 위치

나이아가라군 또는 나이아가라 카운티(Niagara County)는 미국 뉴욕주의 군이다.
2010년 인구 조사에 따르면 이 지역의 인구 수는 총 216,469명이다. 군처 소재지는 록포트이다. 이 군의 이름은 이로쿼이족의 단어 Onguiaahra에서 비롯된 것으로, 해협을 의미한다.

## 역사
군들이 1683년 뉴욕 식민지에서 세워졌으나 현재의 나이아가라군은 올버니군의 일부였다. 영국 이전에 이 지역은 뉴네덜란드의 일부였다.

## 인구
| 인구조사                                                      | 인구    | Note  | %±     |
| ------------------------------------------------------------- | ------- | ----- | ------ |
| 1810년                                                        | 8,971   |       | —      |
| 1820년                                                        | 22,990  |       | 156.3% |
| 1830년                                                        | 18,482  |       | −19.6% |
| 1840년                                                        | 31,132  |       | 68.4%  |
| 1850년                                                        | 42,276  |       | 35.8%  |
| 1860년                                                        | 50,399  |       | 19.2%  |
| 1870년                                                        | 50,437  |       | 0.1%   |
| 1880년                                                        | 54,173  |       | 7.4%   |
| 1890년                                                        | 62,491  |       | 15.4%  |
| 1900년                                                        | 74,961  |       | 20.0%  |
| 1910년                                                        | 92,036  |       | 22.8%  |
| 1920년                                                        | 118,705 |       | 29.0%  |
| 1930년                                                        | 149,329 |       | 25.8%  |
| 1940년                                                        | 160,110 |       | 7.2%   |
| 1950년                                                        | 189,992 |       | 18.7%  |
| 1960년                                                        | 242,269 |       | 27.5%  |
| 1970년                                                        | 235,720 |       | −2.7%  |
| 1980년                                                        | 227,354 |       | −3.5%  |
| 1990년                                                        | 220,756 |       | −2.9%  |
| 2000년                                                        | 219,846 |       | −0.4%  |
| 2010년                                                        | 216,469 |       | −1.5%  |
| 2019 (추산)                                                   | 209,281 | [ 4 ] | −3.3%  |
| U.S. Decennial Census 1790-1960 1900-1990 1990-2000 2010-2019 |         |       |        |

## 같이 보기
- 뉴욕주의 군 목록